# La Concha Motel
La Concha Motel – w przeszłości motel, funkcjonujący w Winchester, w amerykańskim stanie Nevada. Obiekt został otwarty w 1961 roku, zaś działalność zakończył ostatecznie w grudniu 2003 roku.
La Concha Motel powstał według projektu Paula Williamsa – jednego z pierwszych znaczących afroamerykańskich architektów. Decyzję o zamknięciu obiektu podjął w 2003 roku jego ówczesny właściciel, Lorenzo Doumani, który odziedziczył motel po swoim ojcu – pierwotnym właścicielu La Concha Motel, Edzie Doumanim.
Plany rozbiórki obiektu wzbudziły liczne kontrowersje ze względu na długą tradycję obiektu, a także jego wyjątkową, oryginalną architekturę. Z tego względu tworzono liczne akcje mające na celu powstrzymanie właściciela La Concha Motel przed wyburzeniem wszystkich struktur. Protesty te odniosły sukces, jako że najważniejsza część konstrukcji motelu (zadaszenie), a także jego lobby zostały na początku 2006 roku przeniesione do muzeum Las Vegas Neon Museum. Na miejscu poddano je pracom renowacyjnym i wystawiono jako eksponaty. Uniknęły tym samym losu pozostałych części budynku, które wyburzono w 2005 roku.